# Чет Гантлі
Чет (Честер) Гантлі (англ. Chester Robert «Chet» Huntley; 1911—1974) — американський радіо — і телекоментатор, широко відомий по роботі на каналі NBC в вечірньому випуску новин спільно з Девідом Брінклі — The Huntley-Brinkley Report, пропрацювавши тут з 1956 року 14 років.

## Біографія
Народився 10 грудня 1911 року в місті Кардвелл, штат Монтана в сім'ї Персі Адамса Гантлі і Бланш Вадін Гантлі (уродженої Тетем). Був єдиним сином і найстаршим у сім'ї з чотирьох дітей. Батько працював телеграфістом на Північній Тихоокеанській залізниці (англ. Northern Pacific Railway) і родина часто переїжджала з міста в місто в штаті Монтана, коли Честер був дитиною.
Закінчивши середню школу Whitehall High School штату Монтана, відвідував Університет штату Монтана в місті Бозмен, де став членом братства Sigma Alpha Epsilon. Потім навчався в коледжі мистецтв Cornish College of the Arts в Сіетлі і врешті-решт закінчив у 1934 році Вашингтонський університет за фахом в області мови.
Гантлі почав свою кар'єру на радіо у випусках новин на радіостанції KIRO (AM) в Сієтлі, потім працював на радіостанціях в Спокені і Портленді. В 1937 році вступив на роботу в KFI вЛос-Анджелесі, потім перейшов на  CBS Radio, де працював з 1939 по 1951 роки. У 1951—1955 роках працював на  ABC Radio, в 1955 році — на радіо NBC Radio.
У 1956 році Чет Гантлі почав працювати на NBC, ведучи спільну програму з Девідом Брінклі — The Huntley-Brinkley Report. Відпрацювавши останню передачу 31 липня 1970 року, він повернувся в Монтану, де жив у курортному містечку Біг Скай.
Помер 20 березня 1974 року в місті Біг Скай від раку легенів. Був похований у місті Бозмен на кладовищі Sunset Hills Cemetery.
У 1956 році Гантлі був удостоєний премії Alfred I. duPont Award. У 1988 році був введений в американську Залу слави телебачення.
Двічі був одружений — з Інгрід Ролін (1936—1959 роки) і Тіппі Стінгер (1959—1974 роки). Від першого шлюбу в нього було дві дочки.